# Erich von Kielmansegg
Erich Graf von Kielmansegg (13 de febrero de 1847 - 5 de febrero de 1923) fue un estadista austriaco. Sirvió como stadtholder de la Baja Austria y por un corto periodo como Ministro-Presidente de la Cisleitania de Austria-Hungría en 1895.

## Biografía
Nació en Hannover siendo hijo del Conde Eduard von Kielmansegg (1804-1879), Ministro-Presidente del Reino de Hannover entre 1855 y 1862 y él mismo nieto del Teniente-General Johann Ludwig von Wallmoden-Gimborn, un hijo ilegítimo del rey Jorge II de Gran Bretaña. Con su padre tuvo que emigrar con la anexión de Hannover por Prusia después de la guerra austro-prusiana de 1866 y se trasladó a Viena. Kielmansegg estudió Jurisprudencia en las universidades de Heidelberg y Viena y entró en el servicio civil austriaco en 1870.
A partir de 1876 sirvió como Hauptmann ("capitán") del Distrito de Baden (Austria) y a partir de 1882 como funcionario del gobierno del estado en las tierras de la corona cisleitana de Bucovina y Carintia así como en el Ministerio austriaco del Interior. A partir del 17 de octubre de 1889 fue stadtholder de la Baja Austria, donde llevó a cabo la unión de Viena con los suburbios (Gran Viena), la regulación vienesa del Danubio y la expansión del Donaukanal y el río Wien.
Después de que el Ministro-Presidente Alfredo III de Windisch-Grätz tuvo que dimitir por el conflicto lingüístico con el Partido de los Jóvenes Checos en Bohemia, Kielmansegg, un confidente del emperador Francisco José I de Austria, fue elegido Ministro del Interior y Primer Ministro de la Cisleitania el 18 de junio de 1895, aunque solo en funciones hasta la implementación del gobierno de Badeni el 29 de septiembre. Permaneció como gobernador de la Baja Austria hasta el 18 de junio de 1911, aunque tuvo que enfrentarse al crecimiento del poder político de los Social Demócratas y del Partido Socialcristiano bajo el popular alcalde de Vinea Karl Lueger.
Retirado Kielmansegg murió en Viena de una neumonía, y fue enterrado en al Cementerio Döbling. Nacido en el Norte de Alemania, con la excepción del Canciller Conde Friedrich Ferdinand von Beust, fue el único ministro Protestante de Austria hasta la fecha.